# Guttermouth
Guttermouth är ett amerikanskt punkrockband från Huntington Beach, Kalifornien, grundat 1989. Bandet består av sångaren Mark Adkins, gitarristerna Justin Van Westbroek och Matt Wills, basisten Taylor Beckemeyer och trumslagaren AJ Condosta. Adkins är den ende konstanta medlemmen och han hade tidigare varit medlem i punkrockbandet Republic. Guttermouth är ökända för sina upprörande låttexter och sitt hämningslösa scenbeteende, som medvetet är kränkande på ett humoristisk och sarkastiskt sätt.

## Diskografi
- Full Length LP (1991)
- Friendly People (1994)
- Teri Yakimoto (1996)
- Musical Monkey (1997)
- Gorgeous (1999)
- Covered with Ants (2001)
- Gusto (2002)
- Eat Your Face (2004)
- Shave the Planet (2006)